# Encyocrypta niaouli
Espèce
Encyocrypta niaouli est une espèce d'araignées mygalomorphes de la famille des Barychelidae.

## Distribution
Cette espèce est endémique de Nouvelle-Calédonie. Elle se rencontre vers le col de Boa.

## Description
La femelle holotype mesure 21 mm.

## Publication originale
- Raven & Churchill, 1991 : A revision of the mygalomorph spider genus Encyocrypta Simon in New Caledonia (Araneae Barychelidae). Zoologia Neocaledonica, vol. 2, Mémoires du Muséum National d'Histoire Naturelle de Paris, sér. A, vol. 149, p. 31-86.